# Многоярусный автоматический паркинг

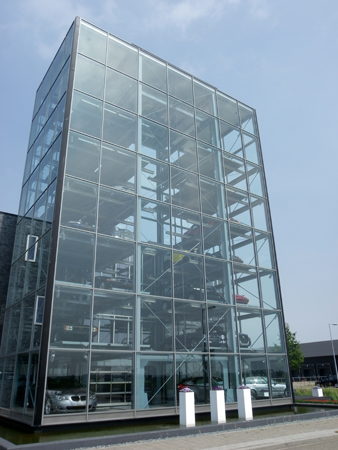
Многоярусный автоматический паркинг тип «Тауэр»

Многоярусный автоматический паркинг  (сокр. МАП) — многоуровневый паркинг с двумя и более уровнями металлической или бетонной конструкции для хранения автомобилей. Парковка или выдача производится в автоматическом режиме с использованием специальных механизированных устройств. Автомобиль перемещается внутри паркинга с выключенным двигателем автомобиля (без присутствия человека). По сравнению с традиционными паркингами, МАП значительно экономит площадь, отводимую под парковку, за счёт возможности размещения большего количества мест для автомобилей на той же площади. 

## Классификация и принцип работы
Паркинги, в которых используются механизированные устройства, подразделяются на:
- многоярусные автоматические паркинги;
- многоярусные полуавтоматические (механизированные) паркинги.

Основное различие между ними — степень участия человека в процессе парковки автомобиля. В многоярусных автоматических системах эта степень участия сведена к минимуму для получения более высокого уровня комфорта пользователя, тогда как в механизированных степень участия человека значительно выше (необходимо самостоятельно загонять и выгонять автомобиль с места хранения).

### Многоярусные автоматические паркинги
В многоярусных автоматических паркингах парковка и выдача автомобилей происходит в полностью автоматическом режиме. Водитель заезжает на автомобиле в приёмный отсек паркинга, выключает двигатель, закрывает автомобиль, ставит его на сигнализацию и выходит из помещения приёмного отсека паркинга. На пульте управления парковочной системы водитель подтверждает парковку, внешние ворота приёмного отсека закрываются, после чего автомобиль перемещается в помещение хранения паркинга в нужную ячейку.
По типу применяемой системы перемещения автоматические парковочные системы подразделяются на:
- паллетные (система перемещения автомобиля на специальной паллете (поддоне);
- система обмена паллет (более продвинутая паллетная система) для устранения недостатка паллетной системы (увеличения времени ожидания из-за необходимости возврата паллеты (поддона) на место при массовой выдаче автомобилей);
- беспаллетные системы, которые на сегодняшний день представлены несколькими решениями, позволяющими перемещать автомобиль без применения паллет (захват колёс автомобиля механизмом типа «ножницы», фиксированной решётчатой системой, решётчатой системой с раздвигающимся механизмом захвата, системой с раздельными механизмами захвата для передней и задней оси и т.д). Данные системы обладают самой высокой скоростью оборачиваемости автомобиля в паркинге и свободны от недостатка паллетных систем по необходимости возврата паллеты на место. Кроме того, за счёт возможности коррекции размещения автомобиля относительно центральной оси, позволяют уменьшить ширину машиноместа до 2300 мм, что совершенно невозможно при использовании паллетных систем.

Многоярусные автоматические паркинги могут быть:
- Башенного типа — принцип работы основан на движении скоростного подъёмника в башне, по обе стороны от которого расположены машиноместа хранения. Один из самых компактных паркингов — занимает площадь всего 3-х машиномест (≈50 м²), а количество машиномест в нём ограничивается только нормативной высотой застройки в данной местности и может доходить до 70 автомобилей. Многоярусный автоматический паркинг, тип «Тауэр»

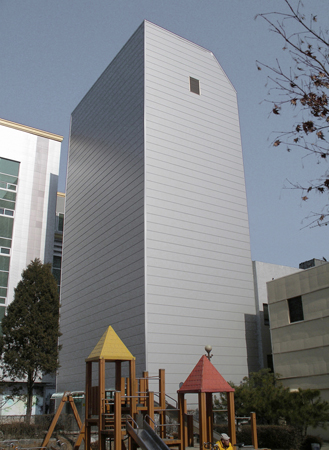
Многоярусный автоматический паркинг, тип «Тауэр»

Это вертикально-ориентированное решение, может быть подземно-надземным, подземным, надземным, встроенным, пристроенным и отдельно-стоящим. Отличительной особенностью данной топологии является:
- малое количество машиномест;
- высокая скорость работы системы;
- высокая себестоимость.

Современная версия башенного типа предполагает размещение значительно большего количества машиномест на одном ярусе хранения. При этом габаритные размеры здания по длине и ширине изменятся, в зависимости от локальных условий размещения паркинга, однако высоту паркинга можно принять любую, что позволит не нарушать требований действующих нормативов, которые ограничивают её 28 метрами.
Это позволяет:
- увеличить кол-во машиномест паркинга;
- значительно уменьшить стоимость одного машиноместа;
- сократить энергопотребление в пересчёте на 1 машиноместо.

- Конвейерного, кассетного типа — работа механизмов данной системы схожа с принципом работы конвейера (горизонтальное смещение поддонов всего уровня), по обе стороны которого расположены подъёмники (перемещение вертикально). Данная парковочная система рекомендуется для малых и средних парковочных площадей, особенно для ограниченных по ширине.

Это горизонтально-ориентированное решение, может быть подземно-надземным, подземным, надземным, встроенным, пристроенным и отдельно-стоящим.
Отличительной особенностью данной топологии является:
- повышенное энергопотребление (минимум 2-3 подъёмника на систему);
- значительное время ожидания пользователя (большой и сложный путь перемещения автомобиля);
- высокая себестоимость.

- Смешанного типа — принцип работы основан на работе вертикально движущихся подъёмников и горизонтально перемещающихся роботов-транспортеров, работающих на разных уровнях одновременно (частный случай).

Отличительными особенностями многоярусных автоматических паркингов являются:
- высокий уровень комфорта пользователей — автомобиль въезжает в отдельный приёмный отсек (шириной от 3500 - 4500мм (без поворотного механизма) до 6100 мм (с поворотным механизмом), ширина которого позволяет нормально раскрыть двери автомобиля для посадки и высадки водителя и пассажиров. Наличие поворотного механизма позволяет развернуть автомобиль в направлении выезда, что значительно снижает вероятность повреждения автомобиля при выезде, так как манёвр для водителя очень уменьшает время нахождения в приёмном отсеке паркинга;
- низкий уровень энергопотребления (подъемное устройство работает непродолжительное время, все остальные механизмы при работе системы потребляют меньше электроэнергии);
- высокая плотность парковки автомобилей;
- себестоимость одного машиноместа соизмерима со стоимостью машиноместа манежного хранения (при определённых условиях, таких как ограниченная площадь участка, высокие требования к безопасности);
- размещение паркинга в условиях плотной городской застройки в местах, где расположение паркинга манежного типа невозможно;
- возможность приблизить места хранения автомобилей в жилых кварталах, местам деловой активности, местам отдыха и развлечений;
- возможность повысить уровень комфорта и удобства пользования паркингом.

### Многоярусные полуавтоматические (механизированные) паркинги
В многоярусных полуавтоматических (механизированных) паркингах водитель заезжает не в приёмный отсек, как в автоматической системе, а непосредственно на поддон в конструкции механического паркинга, который, одновременно является и ячейкой хранения автомобиля в парковочной системе. Парковочная система, перемещая поддон с автомобилями, освобождает место пустому поддону для парковки нового автомобиля, либо производит транспортировку определённого автомобиля для выдачи из парковочной системы.
В данном случае, уровень комфорта пользователя значительно снижен несмотря на остальные параметры паркинга:
- затрудненный выход водителя из автомобиля, особенно для автомобилей с большими размерами дверей, (типа «купе»), так как ширина машиноместа 2400-2600мм (в зависимости от производителя), а рядом размещается ещё один автомобиль. Вероятность повредить свой и рядом стоящий автомобиль дверью при открытии или закрытии её (посадке или высадке водителя) повышена;
- затрудненный путь прохода водителя к автомобиль и от него вдоль своего автомобиля и рядом стоящего, так как приходится перемещаться по металлической конструкции поддона, на котором размещается автомобиль, по его ребру шириной около 10-12 см шириной, что особенно неудобно в зимнее время и для людей в обуви высоких каблуках. Кроме того, при перемещении водителя приходится обходить трос или цепь, на которых будет потом подниматься поддон (платформа) с автомобилем. Этот трос или цепь покрывается специальными смазками, поэтому есть риск запачкать одежду.
- нет возможности развернуть автомобиль в направлении выезда, то есть въезд по направлению движения, выезд — задним ходом;
- у разных производителей оборудования размер поддона может отличаться от габаритов автомобиля в меньшую сторону по длине, что может привести к попаданию технических жидкостей на ниже стоящий автомобиль.

В зависимости от варианта перемещения поддонов (ячеек хранения автомобиля) такие паркинги могут быть:
- Роторного типа, карусельного типа — механизм паркинга работает по принципу большой карусели, где логический контроллер управления самостоятельно выбирает оптимальный путь доставки автомобиля, вращая механизм в ту или иную сторону. Отличительной особенностью данной топологии является:
  - повышенное энергопотребление (механизм подъёмника работает все время, пока работает система);
  - значительное время ожидания пользователя (характерно для механизмов без применения реверсивного направления движения);
  - высокая себестоимость.

- Пазлового типа, мозаичного типа — принцип работы основан на поочерёдном перемещении поддонов по вертикали и горизонтали в освободившуюся ячейку (по принципу игры «Пятнашки»)

До настоящего времени в России нет единой классификации и стандарта автоматических и механизированных паркингов, поэтому под данным типом оборудования различные производители понимают разные механизмы.
По китайской классификации «PSH» — Поднятие-спуск горизонтальное перемещение.
Количество ярусов хранения от 2 до 6 (есть вариант на 15 ярусов, однако он сложен в реализации из-за применения гидравлического оборудования и системы полиспастов).

## Достоинства и недостатки МАП
Достоинства:

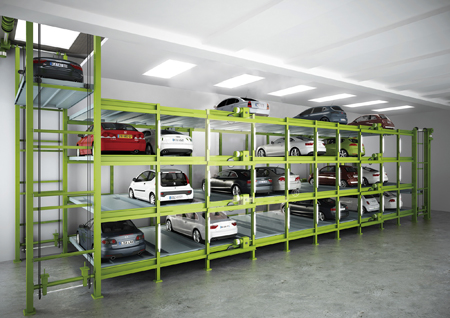
Многоярусный автоматический паркинг тип «Оптима»

- Экономия площади на 35-50 % и более в сравнении с традиционными паркингами, в зависимости от типа системы;
- Безопасность — исключается несанкционированный доступ в систему, отсутствует необходимость самостоятельного перемещения в паркинге, поскольку процесс парковки/выдачи происходит в автоматическом режиме без участия водителя;
- Экономия времени — парковка или выдача автомобиля за 50-90 секунд;
- Низкое энергопотребление — 1 цикл (парковка + выдача) ≈ 0,2-1 кВт·ч;
- Бесшумность — уровень шума менее 30-40 дБ (допустимый нормативный уровень шума 60 дБ);
- Экологичность (без вредных выбросов и загрязнений);
- Адаптация под любой проект за счёт разнообразия и многофункциональности оборудования.

Основные показатели, такие как скорость работы системы, уровень шума, экологичность, указаны согласно данным некоторых из производителей, фактические показатели парковочных систем других производителей могут существенно отличаться.
Недостатки:
В случае поломки автоматики или механизмов выдача автомобилей становится временно невозможным до момента устранения неисправностей специалистами.
Дорогостоящее строительство и последующее обслуживание узконаправленными специалистами снижает инвестиционную привлекательность МАП.